# كارستن تادا
كارستن تادا (بالألمانية: Karsten Tadda) مواليد 2 نوفمبر 1988 في بامبرغ، هو لاعب كرة سلة ألماني. بدأ مسيرته الاحترافية في سنة 2007. يلعب مع راتيوفارم أولم كلاعب هجوم خلفي. يحمل الرقم 9. يبلغ طوله 6 قدم 3 بوصة (1.9 م).

## المسيرة الاحترافية
لعب مع بروس باسكتس في الدوري الألماني من سنة 2007 إلى 2015، ثم لعب مع غيسن فورتي سيكسرز في موسم 2015–2016، ثم لعب مع راتيوفارم أولم في الدوري الألماني في سنة 2016.

## إحصائيات المسيرة
|  | تصدر الدوري |

### الدوري الأوروبي
| السنة   | الفريق      | لعب | بدأ | دقيقة | ميداني% | ثلاثية | حرة   | ارتداد | صنع | استلاب | تصدي | نقطة | أداء |
| ------- | ----------- | --- | --- | ----- | ------- | ------ | ----- | ------ | --- | ------ | ---- | ---- | ---- |
| 2009–10 | بروس باسكتس | 3   | 0   | 3.0   | .500    | .000   | .000  | 1.0    | 0.3 | 0.0    | 0.0  | 0.7  | 1.0  |
| 2010–11 | بروس باسكتس | 10  | 1   | 9.3   | .214    | .200   | .000  | 0.6    | 0.3 | 0.2    | 0.0  | 0.8  | -0.3 |
| 2011–12 | بروس باسكتس | 10  | 0   | 8.6   | .571    | .545   | .667  | 0.7    | 0.5 | 0.3    | 0.0  | 2.4  | 2.0  |
| 2012–13 | بروس باسكتس | 24  | 5   | 16.6  | .347    | .303   | .783  | 1.6    | 1.0 | 0.6    | 0.0  | 3.3  | 3.2  |
| 2013–14 | بروس باسكتس | 8   | 0   | 7.1   | .333    | .250   | .1000 | 0.8    | 0.5 | 0.3    | 0.0  | 0.9  | 1.1  |
| المسيرة | المسيرة     | 55  | 6   | 11.7  | .361    | .322   | .786  | 1.1    | 0.7 | 0.4    | 0.0  | 2.2  | 1.9  |

## روابط خارجية
- كارستن تادا على موقع الاتحاد الدولي لكرة السلة (الإنجليزية)
- كارستن تادا على موقع الدوري الأوروبي لكرة السلة (الإنجليزية)
- كارستن تادا على موقع كرة السلة الأوروبية.كوم (الإنجليزية)
- كارستن تادا على موقع DraftExpress.com (الإنجليزية)
- كارستن تادا على موقع ريلجم (الإنجليزية)
- كارستن تادا على موقع بروبوليرز (الإنجليزية)
- كارستن تادا على موقع سبورتس رفرنس (الإنجليزية)